# Рибейру, Жорже
Жо́рже Миге́л ди Оливе́йра Рибе́йру (порт. Jorge Miguel de Oliveira Ribeiro; 9 ноября 1981, Лиссабон, Португалия), более известный как Жо́рже Рибе́йру (порт. Jorge Ribeiro) — португальский футболист, игравший на позиции защитника. Экс-игрок сборной Португалии.
В основном играл левофланговым защитником, но мог выполнять функции крайнего защитника и даже полузащитника.
Провёл 118 матчей в высшей лиге и забил 15 мячей за шесть клубов, включая «Бенфику». Более 175 раз выходил на поле во второй по значимости лиге. Также выступал за московское «Динамо» и клубы Испании.
В составе сборной участвовал в Чемпионате Европы 2008.

## Семья
Его старший брат Манише также футболист.

## Достижения
- Чемпион Португалии: 2009/10
- Кубок португальской лиги: 2008/09, 2009/10